# Another Country : Histoire d'une trahison
Pour les articles homonymes, voir Another Country.
Pour plus de détails, voir Fiche technique et Distribution.
Another Country : Histoire d'une trahison (Another Country) est un film britannique réalisé par Marek Kanievska, sorti en 1984.
Le film s'inspire de l'histoire des « cinq de Cambridge », dont Guy Burgess, Anthony Blunt et Donald Maclean.

## Synopsis
Durant les années 1930, dans un collège anglais d'élite encore très empreint de coutumes traditionnelles rigoureuses, Guy Benett attend avec impatience de devenir un « dieu », sorte de directeur d'une maison d'élèves. Ce rôle, convoité par tous les élèves de sa génération, permet de dicter ses ordres aux plus jeunes et de diriger une maison d'étudiants. Mais c'est aussi la garantie pour l'avenir d'obtenir un poste important dans la fonction publique. Cette ambition n'autorise cependant pas le moindre écart dans la discipline et Guy Bennett est homosexuel.
L'homosexualité est monnaie courante dans l'établissement ; elle est pourtant taboue. Aussi bien Bennett est-il toléré mais isolé, tout comme Tommy Judd, communiste revendiqué qui lui enjoint de se montrer discret.

## Fiche technique
- Titre français : Another Country : Histoire d'une trahison
- Titre original : Another Country
- Réalisation : Marek Kanievska
- Scénario : Julian Mitchell (en) d'après sa pièce éponyme
- Musique : Michael Storey
- Photographie : Peter Biziou
- Montage : Gerry Hambling
- Décors : Brian Morris (en)
- Costumes : Penny Rose
- Casting : Celestia Fox
- Direction artistique : Clinton Cavers
- Production :
  - Producteur : Alan Marshall
  - Producteurs délégués : Robert Fox (en) et Julian Seymour
- Sociétés de production : Goldcrest Films International et National Film Finance Corporation (en)
- Sociétés de distribution : Virgin Films (en) (Royaume-Uni) et Orion Classics (en) (États-Unis)
- Pays d'origine :  Royaume-Uni
- Langue : anglais
- Format : Couleur - Dolby - 35 mm
- Genre : Drame
- Durée : 90 minutes
- Date de sortie :
  - France : 12 mai 1984 (Festival de Cannes, première mondiale)
  - Royaume-Uni : 29 juin 1984
  - France : 9 janvier 1985

## Distribution
- Rupert Everett (VF : Éric Legrand) : Guy Bennett
- Colin Firth : Tommy Judd
- Michael Jenn : Barclay
- Robert Addie : Delahay
- Rupert Wainwright : Donald Devenish
- Tristan Oliver : Fowler
- Cary Elwes : James Harcourt
- Frederick Alexander (en) : Jim Menzies
- Adrian Ross Magenty : Wharton
- Geoffrey Bateman : Yevgeni
- Philip Dupuy : Martineau
- Guy Henry : Head Boy
- Jeffry Wickham (en) : Arthur
- John Line : Best Man
- Gideon Boulting : Trafford
- Llewellyn Rees (en) : aumônier principal
- Arthur Howard (en) : serveur
- Ivor Roberts (en) : juge
- Crispin Redman : préfet
- Nicholas Rowe : Spungin
- Kathleen St. John : Ivy
- Martin Wenner : batteur #1
- Christopher Milburn (en) : batteur #2
- Tristram Jellinek : Nicholson
- Tristram Wymark : Henderson
- Ralph Perry-Robinson : Robbins
- Anna Massey : Imogen Bennett
- Betsy Brantley : Julie Schofield
- James D.R. Hickox : Student (non-crédité)
- Earl Charles Spencer : Schoolboy extra (non-crédité)

## Distinctions
- Festival de Cannes 1984 : prix de la meilleure contribution artistique (décerné à Peter Biziou)